# Ciorbă

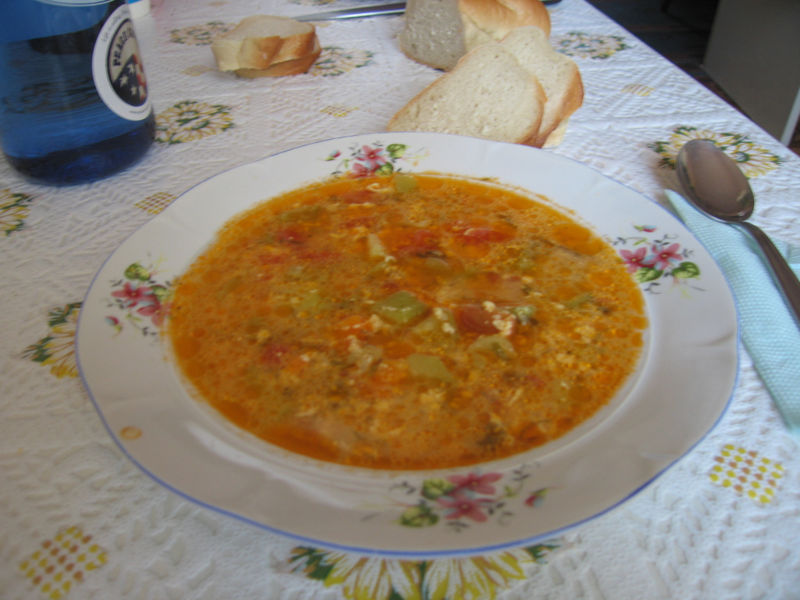
Ciorbă de legume.

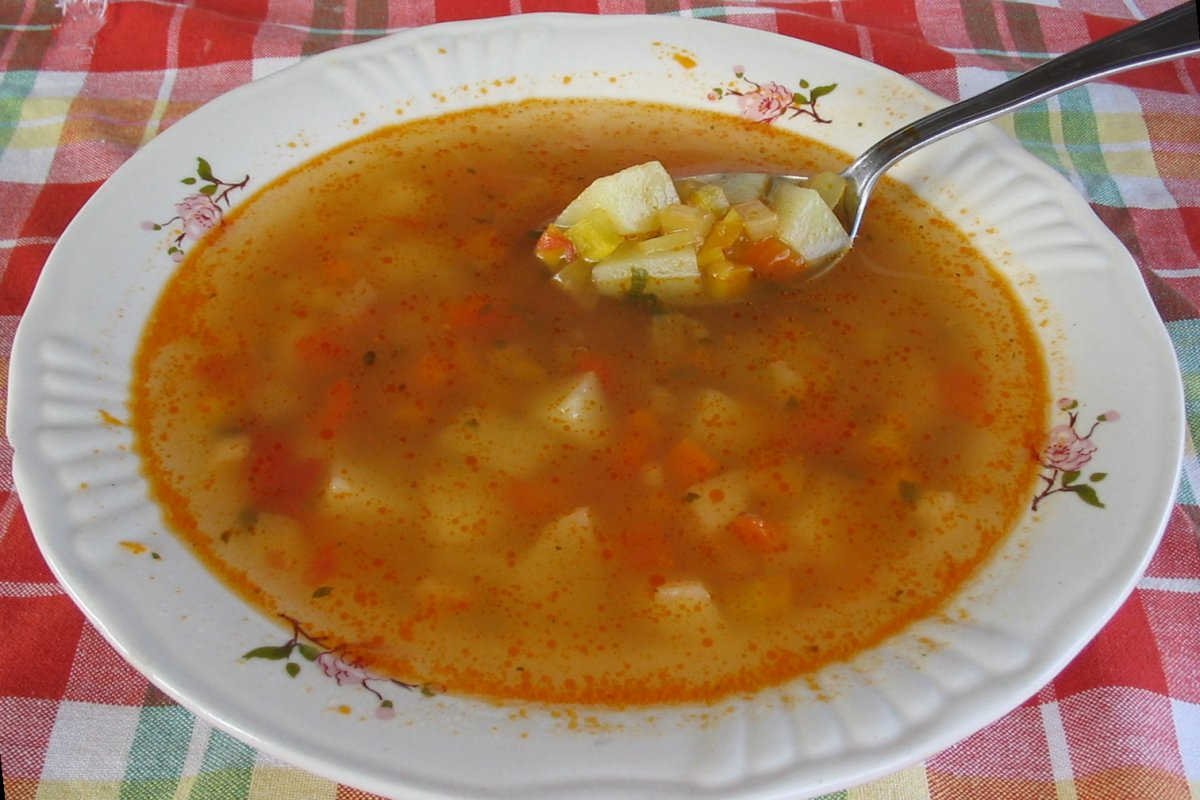
Ciorbă de cartofi (pomme de terre).

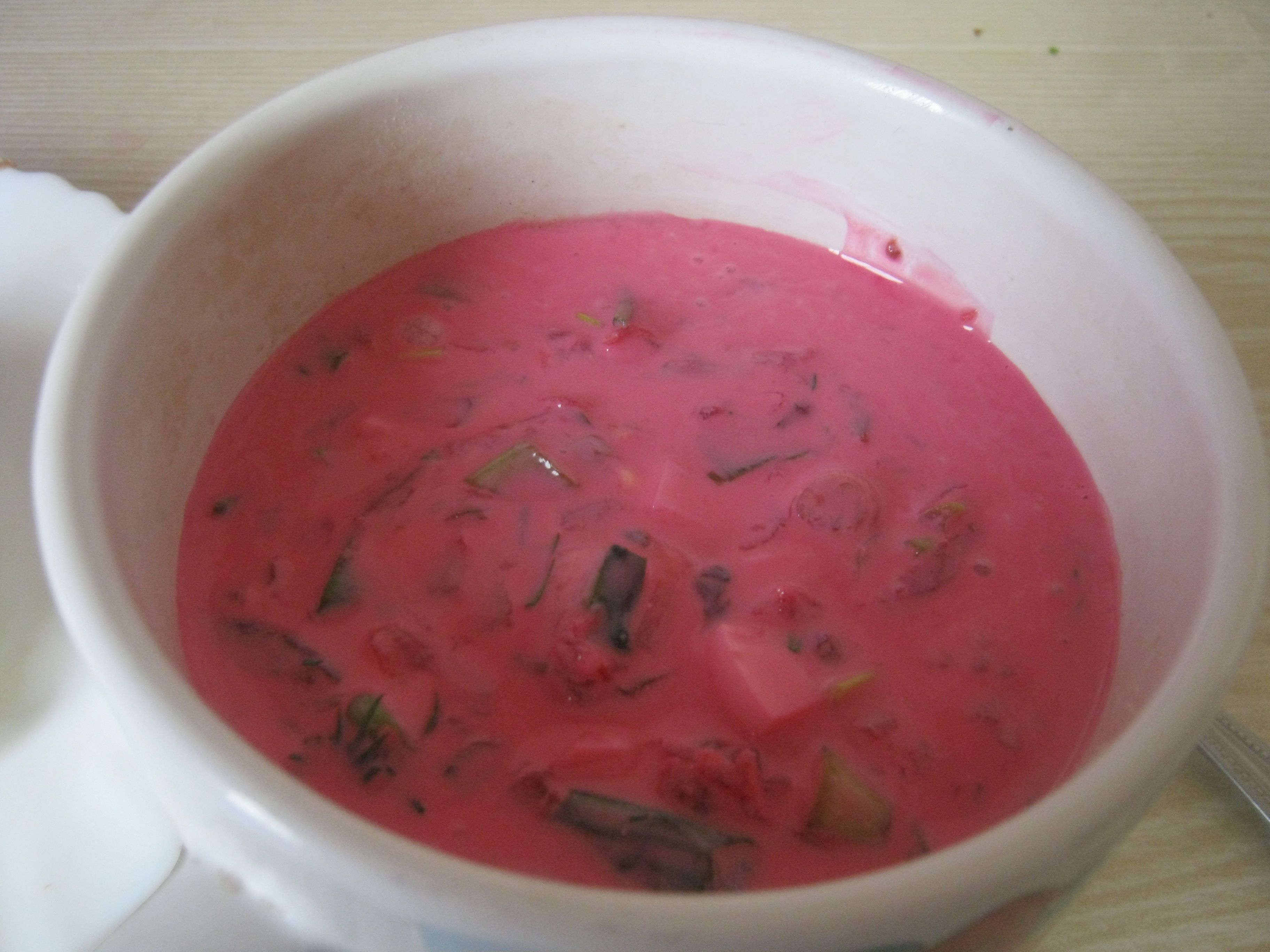
Ciorbă de sfeclă avec crème fraîche.

La ciorbă est une soupe typique de la péninsule des Balkans, qui se caractérise par un goût acide, dû à une base de son de blé fermenté appelé borș, ou encore de vinaigre, de jus de citron ou du jus de choucroute.
L'étymologie du mot ciorbă est la même que celle du mot chorba et remonte à la période ottomane. Les ciorbă contiennent généralement de la viande (porc, veau, agneau, poulet, canard et autres) des légumes (oignon, ail, carotte, céleri, pomme de terre, poivron, tomate et autres), des herbes aromatiques (livèche, cerfeuil, aneth, estragon, feuilles de céleri…).

## Les différentes sortes deciorbă
Il existe plusieurs variétés dont, :

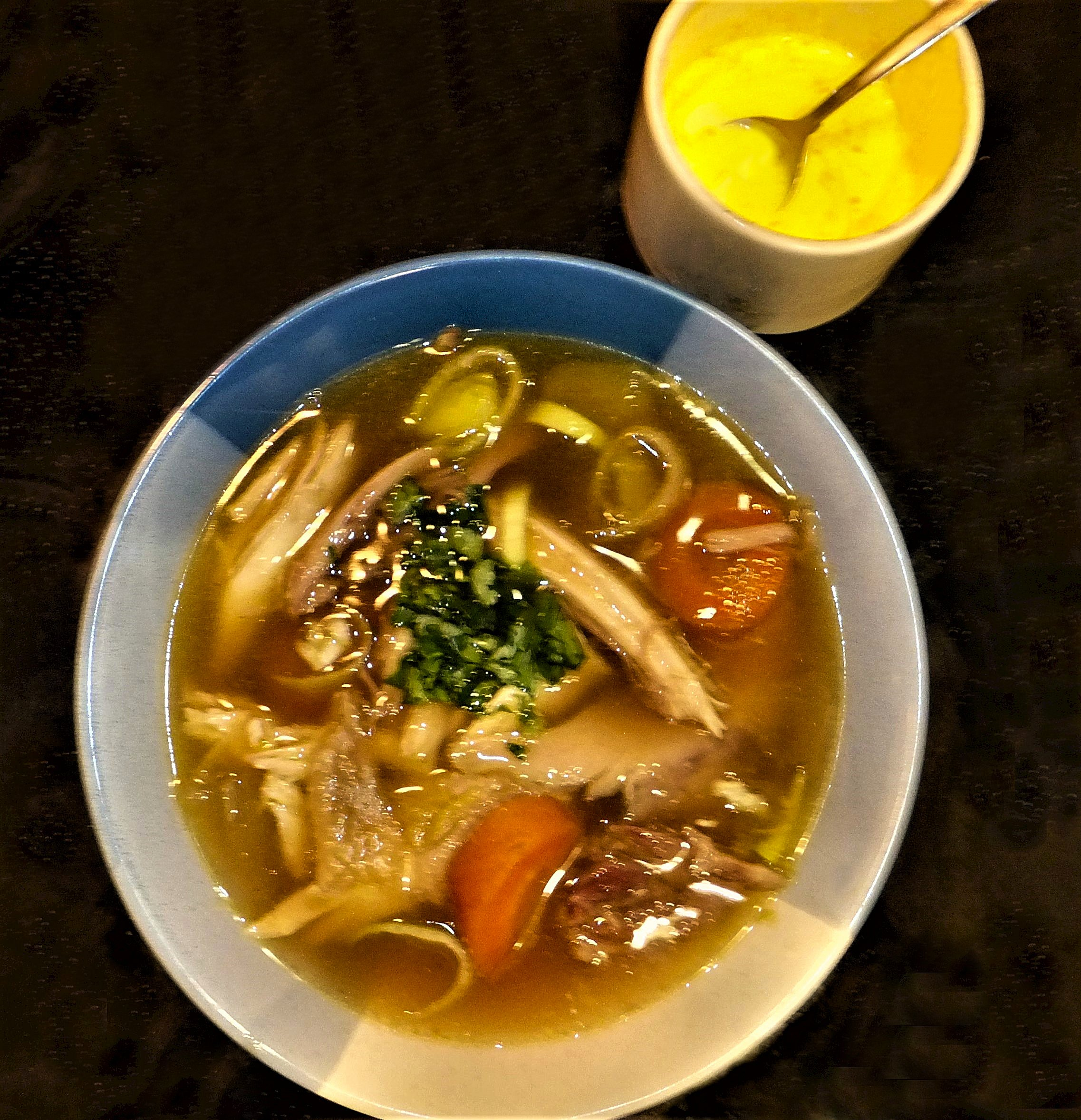
Ciorbă de pui, crème fraîche et jaune d'œuf.

- ciorbă de burtă : soupe de tripes
- ciorbă de chitici : le principal ingrédient est le chou
- ciorbă de ciocănele : soupe aux pieds de cochon
- ciorbă de hribi : soupe de cèpes
- ciorbă de fasole : soupe de haricot
- ciorbă de legume : soupe de légumes
- ciorbă de miel : soupe d'agneau
- ciorbă de cap de nisetru : soupe de tête d'esturgeon
- ciorbă de perișoare : soupe de boulettes de viande
- ciorbă de pește : soupe de poisson
- ciorbă de potroace : soupe aux abats
- ciorbă de pui : soupe de poulet
- ciorbă de sfeclă : soupe de betterave
- ciorbă țărănească : soupe paysanne
- ciorbă de urzici : soupe aux orties dioïques
- ciorbă de văcuța : soupe avec des morceaux de bœuf cuit
- ciorbă de verdețuri : soupe aux herbes

## Consommation
La ciorbă se consomme chaude et en entrée. Pour en amplifier le goût aigre, les Roumains n'hésitent pas à rajouter fréquemment dans leurs soupes du vinaigre ou de la smântână.

## Étymologie
Le mot ciorbă est un emprunt de l'arabe chorba pour nommer la soupe aigre traditionnelle de la cuisine roumaine.
En province de Moldavie, le terme borș est préféré à ciorbă pour désigner une soupe.